# Dimba, Kolar
Dimba là một làng thuộc tehsil Kolar, huyện Kolar, bang Karnataka, Ấn Độ.